# Lodares
Lodares ist eine Gemeinde (Freguesia) im portugiesischen Kreis (Concelho) von Lousada. In ihr leben 2063 Einwohner (Stand 19. April 2021).

## Geschichte
Die Gemeinde entstand vermutlich im Verlauf der Wiederbesiedlungen nach der Reconquista. In den königlichen Erhebungen von 1258 ist der Ort dann bereits als eigenständige Gemeinde vermerkt.

## Bevölkerungsentwicklung
| 1801 | 1849 | 1991 | 2001 | 2011 |
| 508  | 567  | 1535 | 1737 | 2005 |